# Иоанн (Тассьяс)
Митрополит Иоанн (греч. Μητροπολίτης Ιωάννης Τασσιάς; 1 октября 1958 — 15 ноября 2020) — епископ Элладской церкви (как правящий епископ епархии Новых земель, также Константинопольского патриархата), митрополит Лангадасский, Литиский и Рендинский (2010—2020).

## Биография
Родился 1 октября 1958 года в Салониках, в Греции.
В 1979 году окончил церковную педагогическую академию (Εκκλησιαστική Παιδαγωγική Ακαδημία), а в 1982 году факультет пастырского и социального богословия богословской школы Аристотелевского университета в Салониках.
В 1982 году, в Салониках, митрополитом Пантелеимоном (Хрисофакисом) был рукоположён в сан диакона и возглавил молодёжный отдел Фессалоникийской митрополии.
В 1983 году митрополитом Пантелеимоном был рукоположён в сан пресвитера и осуществлял пастырское служение в церкви Святых Мефодия и Кирилла, а в 1994 году назначен священнослужителем в собор Святого Димитрия. Был протосинкеллом Фессалоникийской митрополии, а также игуменом монастыря Святого Феодора Фессалоникийского.
10 мая 2010 года Священным синодом иерархии Элладской православной церкви 41 голосом (за архимандрита Георгия (Хрисостому) — 21 голос, Герман (Галани) — 11 голосов) был избран для рукоположения в сан митрополита Лангадасского, Литиского и Рендинского. 16 мая 2010 года в кафедральном соборе Святого Димитрия в Салониках архиепископом Афинским Иеронимом II с сонмом архиереев был хиротонисан во епископа.
28 июля 2019 года принял участие в литургии, возглавляемой предстоятелем Православной церкви Украины (ПЦУ), митрополитом Епифанием (Думенко). В связи с этим епархия, возглавляемая митрополитом Иоанном, была включена паломническим центром Московского патриархата в список епархий, посещение которых паломниками из Русской православной церкви не благословляется.
После начала пандемии COVID-19 заявил, что «в священной чаше и на священном дискосе нет микробов, потому что, даже если мы посмотрим на это с мирской точки зрения и в согласии с законами физики, вирусы не обладают устойчивостью к алкоголю, в то время как ионы, содержащиеся в золоте или серебре, из которых изготовлена священная утварь, дезактивируют любые микробы». Однако подобное относилось лишь к бактериям, а не к вирусам, в отношении которых подобные методы дезинфекции неэффективны.
13 ноября 2020 года у него был диагностирован COVID-19 и он был госпитализирован в клинику «Папагеоргиу» в Салониках. 15 ноября 2020 года от осложнений, связанных с COVID-19, скончался, став первым митрополитом Элладской православной церкви, умершим от COVID-19.